# تويوتا يارس
- تويوتا ستارليت
- تويوتا تيرسل

هذا المقال حول تويوتا يارس صالون، للمزيد عن يارس هاتشباك انظر تويوتا ڤيتز.
تويوتا يارس باليابانية (ト ヨ タ ・ ヤ リ ス ، Toyota Yarisu) هي إحدى طرازات شركة تويوتا للسيارات الصغيرة الحجم. تم إنتاجها لأول مرة في 1999. استخدمت تويوتا اسم Yaris في العديد من الطرازات في السوق اليابانية، على عكس باقي الأسواق العالمية التي كانت تحمل أسم تويوتا أيكو لنفس المركبة حتى عام 2005.اشتق اسم «يارس» من كلمة «شاريس»، وهي الشكل المفرد لكلمة شاريتيه وهي آلهة السحر والجمال اليونانية. اعتبار من مارس 2020، تم بيع 8.71 مليون نسخة من يارس حول العالم.

## مبيعاتها السنوية
تترواح مبيعات اليارس السنوية من 100 إلى 150 الف سيارة سنوية (80 الف سيارة في المملكة) ولكن في عام 2014 حققت تويوتا انجاز ساحق وهو أكثر من 500 الف سيارة لقد تم بيعها في جميع انحاء المملكة

## المحرك
ولها محركين سعة أحدهما 1 لتر والآخر 1.3 لتر باليابان، ودول الشرق الأوسط بسعة 1.3 لتر والآخر 1.6 لتر، لكنه في عام 2007م تم طرحها بالولايات المتحدة بمحرك سعته 1.5 لتر تلبية لمتطلبات فئة الشباب سرعة الطبلون 200 كلم في الساعة موديل 2006
و مع أن طرازي يارس وڤيتز يتشابهان كثيراً يالتصميم إلا أن ڤيتز تم تصميمها باستديوهات تويوتا الأوروبية، أما طراز يارس فقد تم تصميمه باستديوهات تصميم تويوتا اليابانية.

## شكل السيارة
الطول الكلي مم 3825
العرض الكلي مم 1695
الارتفاع الكلي مم 1530
قاعدة العجلات مم 2460
المسافة بين العجلات أمامية مم
خلفية مم
تعليق أفقي أمامية مم 745
خلفية مم 620
العلو عن الأرض مم 140
الطول الداخلي مم 1865
العرض الداخلي مم 1390
الارتفاع الداخلي مم 1250
وزن السيارة كجم M/T: 1035-1055 A/T: 1045-1065
الوزن الإجمالي كجم M/T: 1465 A/T: 1475
عدد المقاعد2 في الامام ومقعد كبير في الخلف تسوعب 3 اشخاص
تسوعب السيارة 5 اشخاص كحد اقصا

## الراحة
تمنح طريقة التجميع الذكية في (يارس) الجديدة مستوى عصريا ينفرد به تصميم المسافة الواسعة بين مساحة المقاعد الأمامية والخلفية. والتي تؤمن بالتالي مساحة واسعة ومريحة لأرجل ركاب المقاعد الخلفية

## السلامة
لمساعدة السائق على تجنب الحوادث تستخدم (يارس) عددا من تجهيزات السلامة النشطة مثلABS (نظام الفرملة المانع للغلق) و EBD (نظام فرملة مع موزع قوة إلكتروني مانع للانغلاق) للمزيدمن الأمن وا زودة بي صدامات من البلاستك الذي يمتص الصدمة ولا يشعر من في داخل السيارة بيشيء

## تويوتا ياريس 2015
أطلقت تويوتا ياريس نسخة (هاتشباك) المحدثة الجديدة طراز 2015 مع تصميم أكثر ديناميكية وإثارة، لتتميز السيارة عن منافساتها في هذه الفئة التي تعد من أكثر فئات السيارت منافسة، بينما طرحت تويوتا ياريس 2015 هاتشباك بنفس المحركات السابقة ولكن مع المزيد من المواصفات.
و يعتمد تصميم السيارة على فلسفة تصميمية جديدة شاركت في وضعها مراكز البحث والتطوير الأوروبية في بلجيكا وفرنساً، لتمنح السيارة مظهراً أوروبياً، وزُوّدت السيارة بمقدمة جديدة مع شبك أمامي ضخم يحتل معظم الواجهة الأمامية وفتحة تهوية أكبر، كما تم تزويد السيارة أيضاً بأضواء LED أمامية، وصادم خلفي جديد وإطارات معدنية قياس 15 و 14 إنش.
ومن الداخل يبدو التصميم مألوفاً ولكن مع شاشة عدادات جديدة وكونسول وسطي معدل ومواد عالية الجودة، ومن أبرز التغييرات أيضاً هنالك البلاستيك ناعم الملمس والتزيين الكرومي والفرش المحدّث ونظام Toyota Touch 2 الترفيهي المعلوماتي مع شاشة كبيرة قياس 7 إنش.
وإلى جانب التغييرات المذكورة تتمتع تويوتا ياريس 2015 بهيكل أكثر صلابة وبماصات صدمات جديدة ونظام توجيه كهربائي متطور، وهنالك أيضاً نظام تعليق خلفي بتصميم حديث يوفر الراحة للركاب ويحافظ على ثبات السيارة في نفس الوقت.
وستتوفر السيارة في أوروبا بنوعين من المحركات رباعية الاسطوانات؛ محرك بسعة 1.3 لتر يولد قوة 86 حصان و 121 نيوتن.م من عزم الدوران، ومحرك رباعي الاسطوانات سعة 1.5 لتر يولد قوة 107 حصان و141 نيوتن.م من عزم الدوران، بالإضافة إلى نسخة بمحرك ديزل ونسخة هجينة.
- تويوتا ياريس 2015 نسخة اس أي SE :

محرك 4 سلندر 1.3 لتر،
جير أوتوماتيك 4 سرعات،
عجلة قيادة مرنة (باور ستيرنج),
زجاج كهربائي،
فرش قماشي،
نظام تكييف يدوي،
راديو AM/FM مع مشغل سي دي ومنافذ يو اس بي و AUIX و 4 سماعات،
ميزة الدخول بدون مفتاح،
طوق قياس 14 إنش،
أضواء هالوجين،
أكياس هوائية عدد 2 (ايرباج 2),
نظام فرامل مانع للانغلاق ABS مع مساعد فرامل BA وموزع فرامل إلكتروني EBD ,
وسائد هوائية أمامية للسائق والراكب الأمامي
- تويوتا ياريس 2015 نسخة اس أي بلاس SE+ :

محرك 4 سلندر 1.5 لتر،
طوق معدنية قياس 15 إنش،
أضواء ضباب،
تطريز أحمر لفرش الداخلية،
أزرار تحكم على عجلة القيادة،
تكييف هوائي أوتوماتيكي،
ميزة الدخول والتشغيل بدون مفتاح (زر تشغيل المحرك),
6 سماعات،
مقاعد خلفية قابلة للطي والتحريك،
أضواء أمامية كشافة.
- تويوتا ياريس 2015 نسخة سبورت اس:

محرك 4 سلندر؛ 1.5 لتر؛ 107 حصان،
16 صمام بنظام VVT-I ونظام وقود EFI ,
جير أوتوماتيك ذو أربع سرعات،
طوق ألومنيوم مقاس 15 بوصة 185/60 R15 ,
مقود جلد بتحكم تلسكوبي ولللأعلى والأسفل مع أزرار تحكم بالصوت والهاتف،
مقاعد مخمل رياضية،
عصا ناقل حركة جلد،
راديو مع مشغل أسطوانات MP3 ومنفذ USB و AUX مع 4 سماعات،
مرايا خارجية ملونة بتحكم كهربائي،
نوافذ بتحكم كهربائي مع قفل مركزي،
جهاز فتح الأبواب عن بعد،
حامل أكواب للسائق والراكب،
جناح خلفي،
كشافات ضباب أمامية،
حساسات أمامية وخلفية في زوايا السيارة،
كرسي خلفي مقسوم بنسبة 40:60 وقابل للطي والأنزلاق يدويا،
شبك أمامي رياضي،
نظام مانع للسرقة،
دعاسات أرضية قماش،
شنطة سلامة كاملة.

## معرض صور

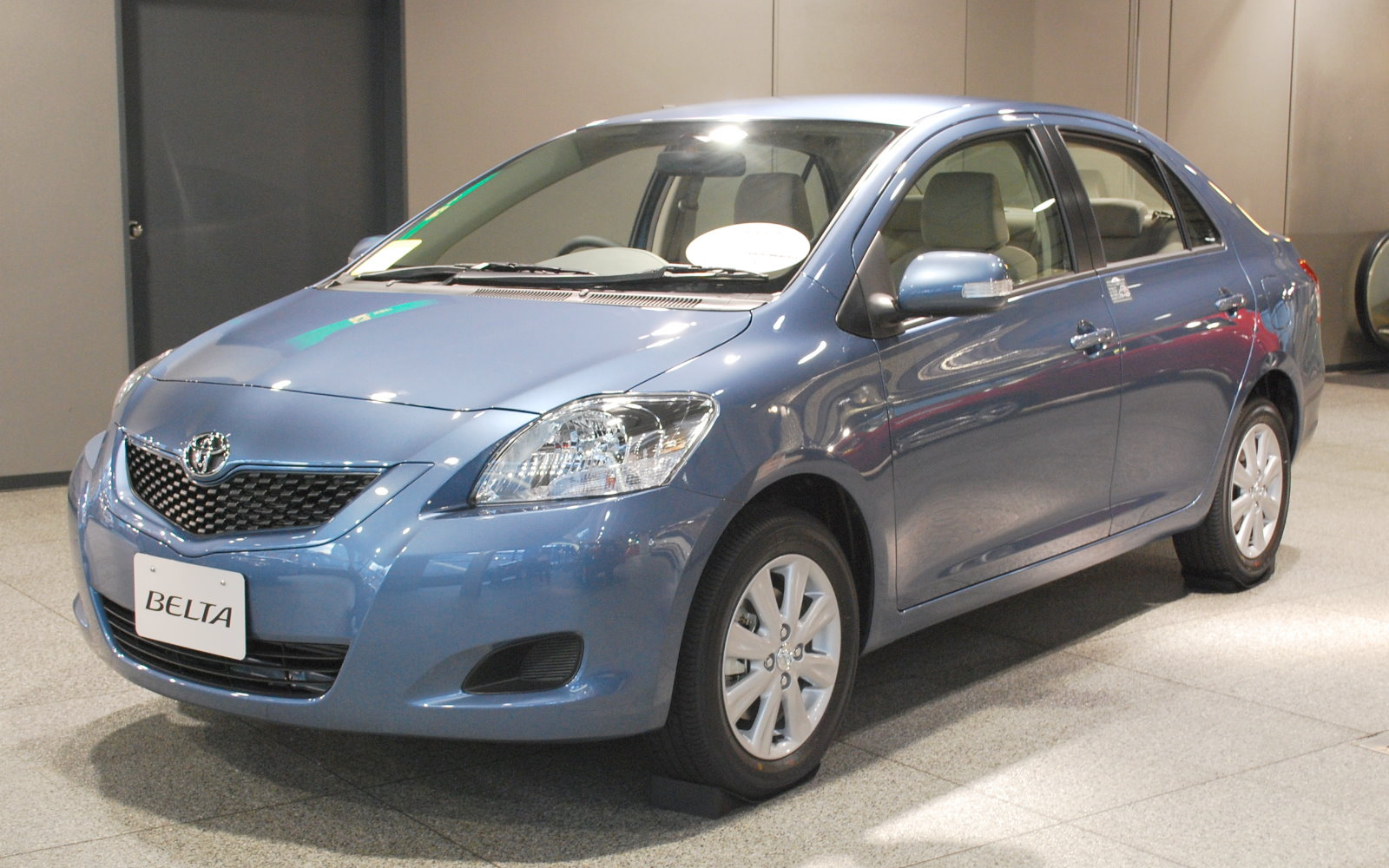
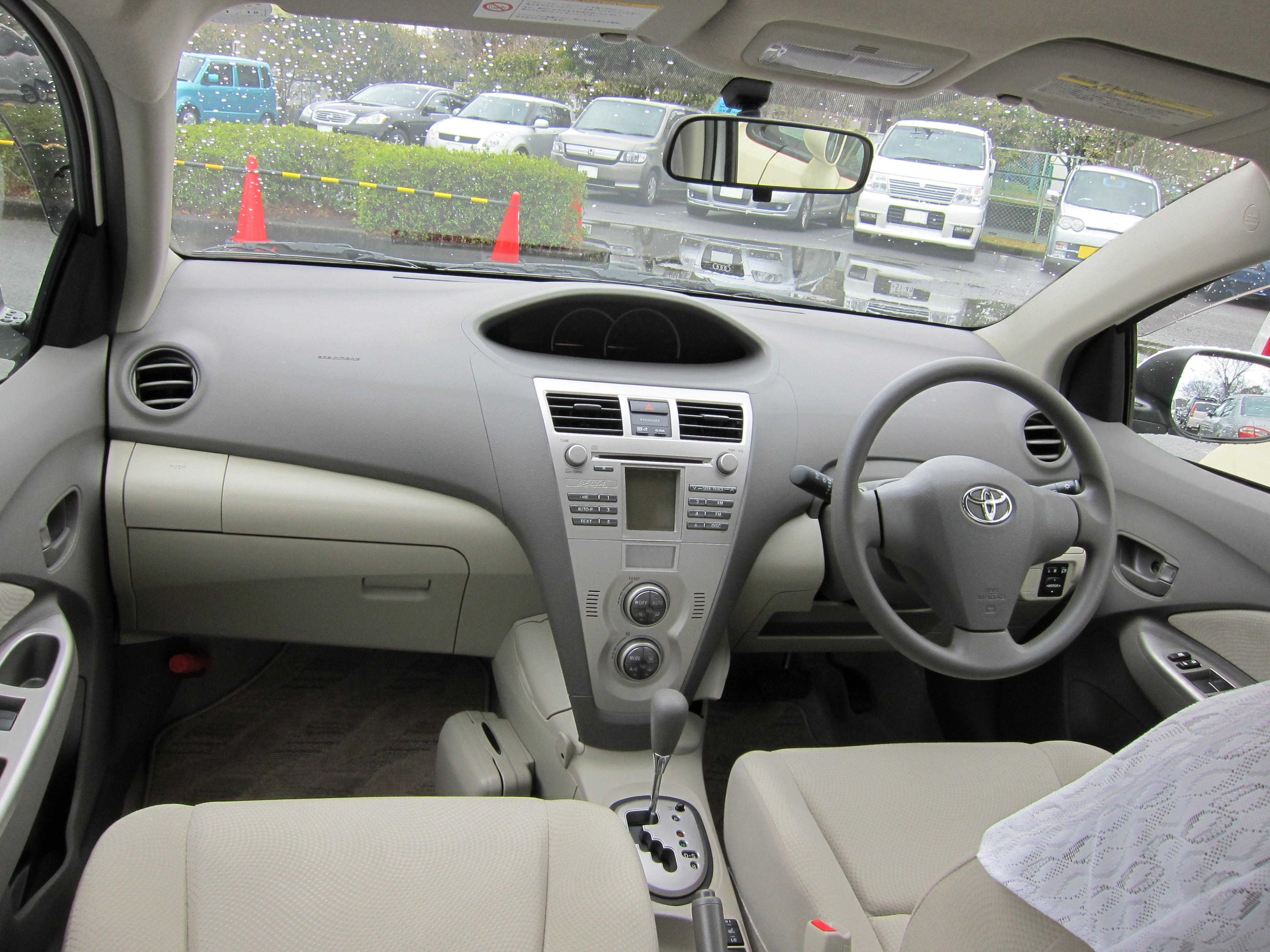
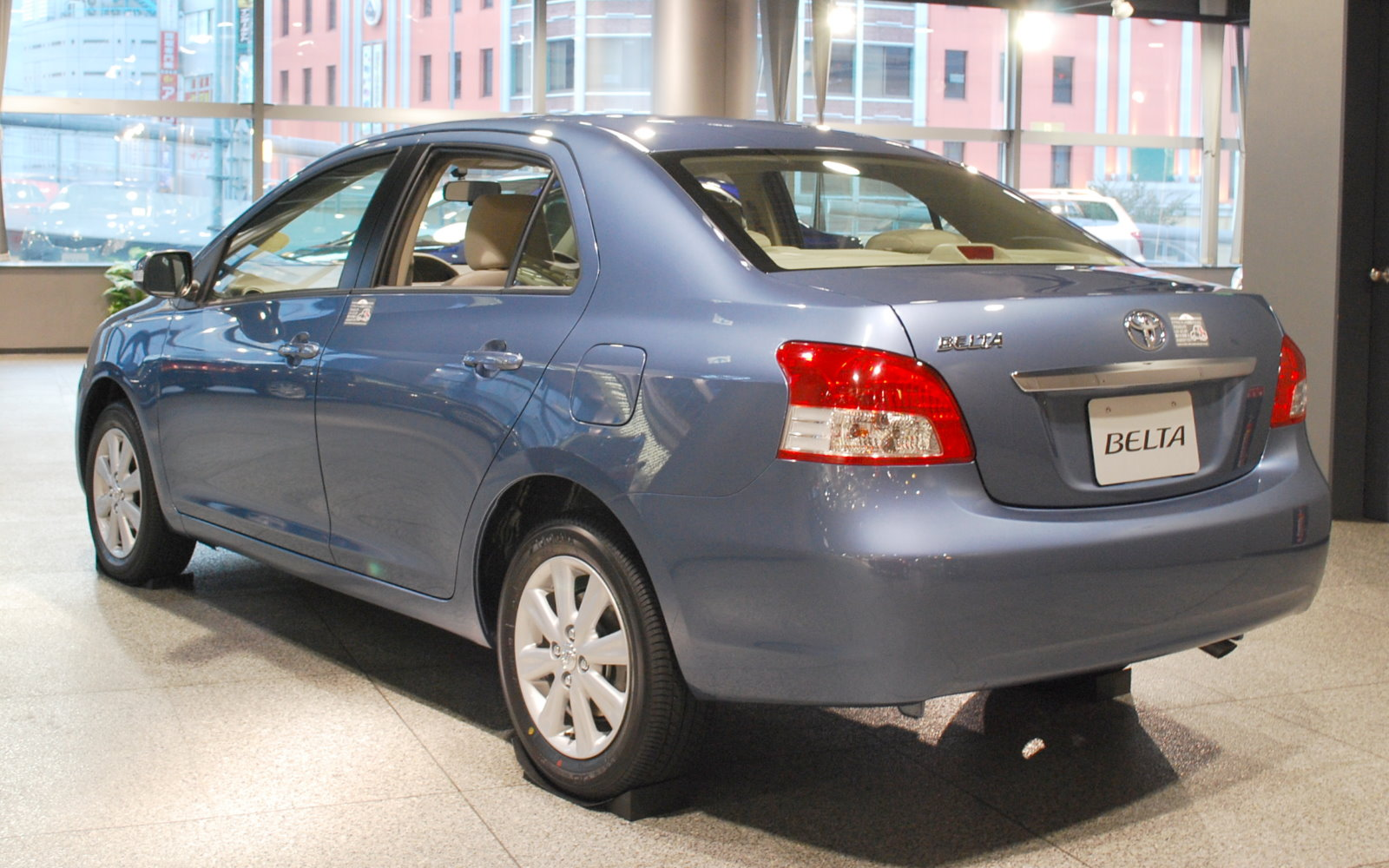
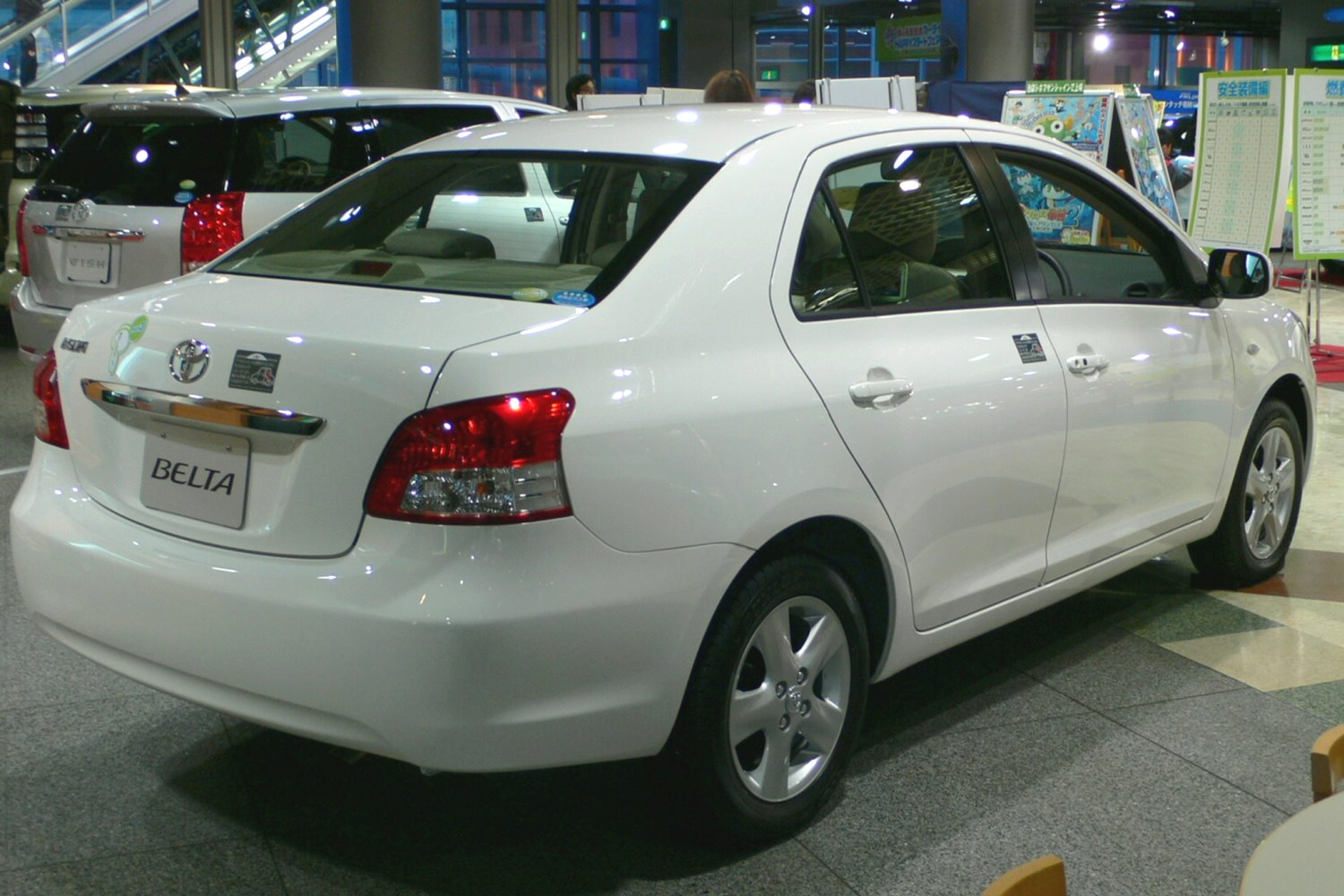